# Справа «Україна проти Росії (щодо Криму)»
Справа «Україна проти Росії (щодо Криму)» (англ. Ukraine v. Russia (re Crimea) [GC]) — міждержавна судова справа, розглянута Великою палатою Європейського суду з прав людини (ЄСПЛ). Суд розглянув твердження України про системні порушення Російською Федерацією прав людини на території Автономної Республіки Крим та м. Севастополя після їхньої окупації та анексії у 2014 році — подій, які не визнаються міжнародним співтовариством і відбувалися під час Російсько-української війни.
У своєму остаточному рішенні від 25 червня 2024 року ЄСПЛ визнав Російську Федерацію (РФ) відповідальною за численні та системні порушення Європейської конвенції з прав людини (ЄКПЛ) на території Криму. Суд встановив, що РФ здійснювала ефективний контроль над АР Крим з 27 лютого 2014 року, тобто з моменту, коли її територію взяли під контроль російські військові формування до проведення референдуму 16 березня 2014 року та в подальший період.
Це рішення стало важливим у практиці розгляду міждержавних скарг ЄСПЛ. Справа є першою міждержавною справою України проти РФ, у якій ЄСПЛ виніс остаточне рішення по суті.

## Передумови
У березні 2014 року РФ здійснила військову операцію, яка призвела до окупації та подальшої анексії АР Крим — що визнано незаконним Україною й міжнародними організаціями — на тлі Російсько-української війни (з 2014). Україна подала низку міждержавних заяв до Європейського суду з прав людини, об'єднаних згодом у спільне провадження.
Справа стосується двох заяв, об'єднаних ЄСПЛ 16 грудня 2020 року:

1. Заява № 20958/14 подана Україною 13 березня 2014 року щодо порушень ЄКПЛ Російською Федерацією в тимчасово окупованих АР Крим і м. Севастополі.

2. Заява № 38334/18 подана Україною 10 серпня 2018 року, що стосується переслідування та незаконного ув'язнення осіб, яких Україна вважає політичними в'язнями в Криму.

## Хід справи
- 13 березня 2014 року Україна подала першу міждержавну заяву (№ 20958/14) щодо порушень Конвенції на території Автономної Республіки Крим і м. Севастополя після встановлення фактичного контролю російськими військовими формуваннями.

- 13 березня 2014 року, за клопотанням України, президент 3-ї секції ЄСПЛ ухвалив застосування термінових тимчасових запобіжних заходів для запобігання непоправної шкоди. ЄСПЛ зобов'язав обидві держави утримуватися від будь-яких дій, що могли б становити загрозу життю і здоров'ю цивільного населення на території Криму, і дотримуватись зобов'язань за ЄКПЛ.

- 26 серпня 2015 року було подано міждержавну заяву № 42410/15 (англ. Ukraine v. Russia (IV)), яка згодом (11 червня 2018) долучена й перереєстрована під № 20958/14 щодо Криму (англ. Ukraine v. Russia (re Crimea))[1].

- 10 серпня 2018 року Україна подала заяву (№ 38334/18), яка стосувалася тверджень про переслідування та незаконні ув'язнення осіб, яких українська сторона вважає політичними в'язнями, а також переміщення ув'язнених із Криму до РФ.

- 11 вересня 2019 року Велика палата провела публічні слухання щодо попередніх заперечень РФ про відсутність юрисдикції Суду.

- 16 грудня 2020 року ЄСПЛ виніс проміжне рішення, яким частково визнав скарги прийнятними та підтвердив, що РФ здійснювала ефективний контроль над Кримом з 27 лютого 2014 року.
  - Об'єднані ЄСПЛ міждержавне провадження (№ 20958/14 щодо Криму) і заява (№ 38334/18) — міждержавна справа «Україна проти Росії (щодо Криму)» розглянута Великою палатою (англ. Ukraine v. Russia (re Crimea) [GC])[2].

- 16 вересня 2022 року дія Конвенції щодо Російської Федерації припинилася у зв'язку з її виходом з Ради Європи.

- 13 грудня 2023 року відбулися публічні слухання по суті справи[3].

- 25 червня 2024 року Суд ухвалив остаточне рішення по суті — визнав численні порушення Конвенції (ЄКПЛ).

## Стверджувані порушення Конвенції
У своїх заявах Україна стверджувала, що після встановлення Російською Федерацією ефективного контролю над територією Автономної Республіки Крим з 27 лютого 2014 року відбувалася системна практика порушення положень ЄКПЛ — міжнародного договору, зобов'язання за яким РФ добровільно взяла на себе, приєднавшись до Ради Європи в 1996 році.
Зокрема, українська сторона заявляла про такі порушення:
- Убивства цивільних осіб і насильницькі зникнення, що становили порушення права на життя.
- Катування, жорстоке та принизливе поводження із затриманими, зокрема щодо осіб, які виступали проти окупації.
- Масові незаконні затримання й позбавлення волі без належних юридичних підстав.
- Політично вмотивоване кримінальне переслідування, що порушувало право на справедливий суд.
- Втручання у приватне й сімейне життя, обшуки та тиск на родини активістів.
- Обмеження свободи релігії, переслідування релігійних громад, лояльних до України.
- Придушення свободи вираження поглядів і незалежної журналістики.
- Заборона діяльності громадських об'єднань і утиски кримськотатарських організацій.
- Експропріація майна фізичних і юридичних осіб без компенсації.
- Обмеження свободи пересування на території Криму та між Кримом і материковою Україною.

Усі ці дії, на думку України, мали системний характер і були результатом політики, запровадженої окупаційною владою.

## Позиції сторін

### Щодо юрисдикції та прийнятності
Україна стверджувала, що РФ здійснювала ефективний контроль над Кримом із 27 лютого 2014 року, а також що існувала системна адміністративна практика порушень Конвенції. Україна заявляла про блокування військових частин, організацію «референдуму» про статус Криму, проведеного під контролем російських військових, переслідування активістів і кримськотатарського населення.
Російська Федерація заперечувала юрисдикцію ЄСПЛ щодо більшості тверджень, посилаючись на відсутність ефективного контролю до 18 березня 2014 року, на «волевиявлення населення» як підставу зміни статусу АР Крим, яка не була визнана міжнародним співтовариством, а також на те, що Україна не довела вичерпання російських засобів правового захисту.

### По суті справи
Україна заявляла про численні порушення Конвенції, зокрема права на життя, заборони катувань, свободи вираження поглядів і заборони дискримінації, стверджуючи, що ці порушення мали системний і масовий характер.
РФ заперечувала наявність системних порушень, стверджуючи, що окремі інциденти мали поодинокий характер і були пов'язані з підтриманням порядку. Російська сторона обґрунтовувала «приєднання» АР Крим необхідністю захисту російськомовного населення та заявляла про відсутність дискримінації кримських татар. Після виходу з Ради Європи РФ обмежила свою участь у провадженні, наголошуючи, що Суд не має повноважень щодо подій після вересня 2022 року.

## Рішення про прийнятність
16 грудня 2020 року Велика палата ЄСПЛ винесла проміжне рішення, яким частково визнала справу прийнятною. Суд підтвердив, що РФ здійснювала ефективний контроль над територією Автономної Республіки Крим і м. Севастополя з 27 лютого 2014 року, а отже несла відповідальність за дотримання своїх зобов'язань за Конвенцією на цій території.
Разом із тим Суд частково відхилив скарги України — зокрема ті, що були недостатньо підтверджені доказами або не мали системного характеру, необхідного для міждержавної справи.
Суд також розглянув заперечення РФ щодо невичерпання національних засобів правового захисту. Російська сторона стверджувала, що Україна або окремі особи не зверталися до російських судів і органів влади для захисту своїх прав. Натомість Україна зазначала, що у разі системних порушень такі засоби є неефективними, а отже, ця вимога втрачає актуальність. ЄСПЛ у своєму рішенні погодився, що характер тверджень про адміністративну практику може звільняти заявника від обов'язку вичерпувати засоби правового захисту держави-відповідача (що має ефективний контроль), якщо вони є ілюзорними чи неефективними.
Питання про порушення по суті було передано на наступну стадію розгляду.

## Вирок
ЄСПЛ встановив, що Російська Федерація несе відповідальність за систематичні порушення прав людини на території Автономної Республіки Крим, починаючи з 27 лютого 2014 року. Суд визнав, що ці порушення становили адміністративну практику, тобто були настільки численними, послідовними та тривалими, що свідчать про офіційну політику або толерування порушень з боку держави.

### Основні порушення Конвенції
- Право на життя (стаття 2 ЄКПЛ) — ЄСПЛ констатував наявність систематичної практики насильницьких зникнень та відсутність ефективного розслідування таких випадків, що порушує право на життя[5].
- Заборона катувань і нелюдського або принизливого поводження (стаття 3) — виявлено практику катувань, а також нелюдського чи принизливого поводження щодо українських військовослужбовців, етнічних українців, кримських татар, журналістів та політичних в'язнів. Також зафіксовано відсутність ефективних розслідувань цих порушень[6].
- Право на свободу і особисту недоторканність (стаття 5) — Суд виявив практику незаконних затримань без належної правової процедури, зокрема щодо українських військовослужбовців, етнічних українців, кримських татар та журналістів[5].
- Право на справедливий суд (стаття 6) — ЄСПЛ постановив, що суди, створені РФ в Криму, не можуть вважатися «встановленими законом», оскільки РФ незаконно замінила українське законодавство своїм, порушуючи міжнародне гуманітарне право[7].
- Право на повагу до приватного і сімейного життя, житла та кореспонденції (стаття 8) — встановлено порушення через примусову зміну громадянства, масові обшуки, тиск на родини осіб, яких вважали нелояльними до російської влади, а також переміщення ув'язнених з Криму до РФ, що призводило до розриву сімейних зв'язків[5].
- Свобода релігії (стаття 9) — Суд зафіксував переслідування релігійних лідерів, не пов'язаних з Російською православною церквою, обшуки місць поклоніння та конфіскацію релігійного майна[5].
- Свобода вираження поглядів (стаття 10) — виявлено закриття українських і кримськотатарських ЗМІ, переслідування журналістів і обмеження свободи слова[8].
- Свобода мирних зібрань і об'єднань (стаття 11) — Суд встановив наявність адміністративної практики заборони мирних зібрань, переслідування організаторів протестів і обмеження діяльності громадських організацій[8].
- Заборона дискримінації (стаття 14) у поєднанні з іншими статтями — зокрема, свободою вираження, правом на освіту та захистом власності, особливо щодо кримських татар і україномовних громадян. ЄСПЛ констатував, що частина порушень мала дискримінаційний характер стосовно кримських татар та українців, які зберігали лояльність до України[5].
- Захист власності (Протокол № 1, стаття 1) — зафіксовано незаконне примусове відчуження державного і приватного майна, у тому числі підприємств, медіа та навчальних закладів, без компенсації[5].
- Право на освіту (Протокол № 1, стаття 2) — Суд виявив обмеження доступу до освіти українською мовою, зокрема закриття українських і кримськотатарських класів, тиск на батьків, які наполягали на навчанні українською[8].
- Свобода пересування (Протокол № 4, стаття 2) — обмеження переміщення всередині Криму та між Кримом і материковою Україною[5].

### Окремі практики, що підсилювали системність порушень
- масова політика нав'язування російського громадянства під загрозою втрати права на власність і соціальні послуги: відмова від отримання паспорта РФ фактично позбавляла доступу до медичної допомоги, пенсій та інших базових прав;
- переведення ув'язнених до установ виконання покарань у Російській Федерації;
- контроль над освітою і культурними установами.

ЄСПЛ наголосив, що всі ці дії мали не випадковий, проте системний характер, і були частиною політики встановлення російського контролю в АР Крим. У рішенні окремо зазначено, що питання про відшкодування збитків і застосування індивідуальних заходів розглядатимуться окремо.